# アーシャ・ウィーヴィル
アーシャ・ウィーヴィル（Assia Wevill, 1927年5月15日 - 1969年3月23日）は、イギリスの詩人テッド・ヒューズとの恋愛で知られる女性である。ドイツに生まれ、ナチスの迫害を避けて家族で移住したイギリス委任統治領パレスチナで育ち、のちにイギリスに移住した。1963年前後から1969年までヒューズとコモン＝ロー・マリッジの関係にあった。彼女の存在はヒューズの詩作品のいくつかに少なからぬ影響を与えたとされる。

## 生涯
アーシャ・グートマン（Assia Gutmann）はロシアに出自を持つユダヤ人（アシュケナージム）の内科医、ローニャ・グートマン（Dr. Lonya Gutmann）の娘である。母はルーテル教会信徒のドイツ人、エリザベータ・ゲーデケ（Elizabetha, née Gädeke）である。アーシャ自身はドイツのベルリンに生まれたが、第二次世界大戦の開戦前夜、一家はナチスの迫害を避けるためドイツを去り、当時イギリスの委任統治領であったパレスチナのテル・アヴィヴに移住した。アーシャは少女時代の多くをそこで過ごした。友人たちや家族に「自由奔放な若い女の子と言えばアーシャ」と言われるほど、彼女はイギリスの兵隊たちが集うクラブに、よく踊りに出かけた。アーシャはそのクラブで、のちに最初の夫となるジョン・スティール軍曹（Sergeant John Steel）と出会った。1946年に、イギリスに戻るスティール軍曹について、アーシャはロンドンへ移住した。アーシャの伝記を書いたイェフダ・コレン（Yehuda Koren）とエイラト・ネゲヴ（Eilat Negev）は「彼女は20歳の時にイギリス人男性と愛のない結婚生活をすることを選び取った。その選択の大きな理由は彼女の一家がイングランドに移住できるようにするためであった」と書いている。アーシャとスティール軍曹はカナダに移住し、最初の夫とはすぐに離婚した。
戦後、グートマン一家はカナダに移住した。アーシャはヴァンクーヴァーにあるブリティッシュコロンビア大学に進学した。アーシャは大学でカナダ人の経済学者、リチャード・リプシーと出会った。リプシーはアーシャの2人目の夫となった。結婚は破局を迎えてしまったが、離婚はすんなりとはいかなかった。アーシャ自身の語ったところによると、彼女は友人たちに頼んで、リプシーの新しいガールフレンドの家へ毎日、花屋からバラの花を1本ずつ届けさせ、リプシーが嫉妬に狂うさまを見届けたという。アーシャはその後の1956年に、ロンドンへ向かう船の上で、21歳の詩人、デイヴィッド・ウィーヴィルと出会った。アーシャとリプシーの法律上の婚姻関係は継続していたが、アーシャに惚れ込んだデイヴィッドはいつかアーシャが自分を必要とする日のために、独身でいると誓った。リプシーとの離婚が成立した1959年にアーシャは、2年契約でマンダレー大学に英語を教えに行っていたデイヴィッドを追い、ビルマへ行った。マンダレーではバリ舞踊を習ったり、切り子細工を作ったりして愉しんだという。デイヴィッドと大学との契約が終了した1960年に、アーシャは生涯で3度目となる結婚をデイヴィッドとした。
アーシャは言語学的才能に恵まれ、カナダやロンドンにおいて広告の分野ですぐれた仕事を残した。アーシャは婦人向け毛染め剤のための90秒広告、"Sea Witches" を制作した。この広告はテレビと映画館の両方で放映され、アーシャの伝記の著者によると、「まったく新しいタイプ」の広告であって「映画館では拍手喝采」を受け、「非常に成功した」広告となった。また、アーシャはその才能を生かし、イスラエルの詩人、イェフダ・アミチャイの作品を英語に翻訳して、1968年にアーシャ・グートマン名義で出版もしている。アミチャイはヒューズとアーシャの双方と深い親交があり、アーシャが亡くなった際にはその死を悼む詩を詠んだ。

## テッド・ヒューズ
詩人のテッド・ヒューズとシルヴィア・プラス夫妻は1961年に、ロンドンのプリムローズ・ヒル近く、チャルコット・スクエアにある2人が所有していたフラットをアーシャとデイヴィッドのウィーヴィル夫妻に貸し、自分たちはデヴォンのノース・トートン村の一軒家を取った。ヒューズはアーシャに何かしら感じるものがあり、それはアーシャのほうも同じだった。後年になって、この出会いをヒューズは次のように回想している。
We didn't find her - she found us.
She sniffed us out...
She sat there...
Slightly filthy with erotic mystery...
I saw the dreamer in her
Had fallen in love with me and she did not know it.
That moment the dreamer in me
Fell in love with her, and I knew it.
プラスは自分の夫とアーシャの相性がいいのに気づいた。その直後、テッドとアーシャの関係は深まった。
1963年にプラスがキッチンでガス栓をひねって一酸化炭素中毒で自殺したとき、アーシャはヒューズの子どもを妊娠していたが、プラスが亡くなった数週間後に中絶した。プラスの親友であったエリザベス・ジグムントが1999年に当時のことを回想したところによると、プラスはアーシャの妊娠に気づいていたのであろうという。ただし、彼女たちの人間関係が実際のところどのようであったか、誰が彼女たちの行動に動機付けを与えたか、その行動を取り巻く状況については、熱い議論が長年続いている。2015年10月に放映された BBC Two のドキュメンタリ Ted Hughes: Stronger Than Death は、ヒューズの生涯と作品を検証した。その中ではアーシャ・ウィーヴィルが及ぼした影響についても検証された。
アーシャは1965年3月3日、37歳のときにテッド・ヒューズとの間にできた娘のアレクサンドラ・タチヤーナ・エロイーズ（Alexandra Tatiana Eloise）を出産する。デイヴィッド・ウィーヴィルとの法的な婚姻関係はまだ続いていた。娘は「シューラ」（Shura）の愛称で呼ばれた。
1967年にヒューズはアーシャをコート・グリーンに連れて来た。コート・グリーンはヒューズがプラスと共に購入したノーストートン村の一軒家である。その家でアーシャはシューラの育児はもちろんのこと、ヒューズとプラスの間に生まれた2人の子ども、フリーダとニコラスの育児もした。アーシャは以前にプラスの持ち物だったものを使い始めており、プラスの記憶が頭から離れなかったという説がある。しかしながら、アーシャ・ウィーヴィルの伝記 Lover of Unreason の著者は、彼女がプラスの物を使ったのは強迫観念に駆られての行動ではなく、むしろ実用のためであったと主張する。伝記の著者によると、アーシャはヒューズと2人の子どものために家事を切り盛りしており、単に既にあるものを使ったに過ぎないという。

## 疎外、そして自殺
ヒューズの友人たちや家族から疎外され、世間ではシルヴィア・プラスという人物の陰に隠れるかたちになったアーシャは不安になり、ヒューズの心変わりを疑うようになった。ヒューズへの不信感は現実のものであった。コート・グリーンによくやってくるブレンダという既婚女性とヒューズは情事を交わすようになった。ヒューズはのちに、キャロル・オーチャード（Carol Orchard）という20歳年が離れた若い看護婦とも仲良くなった（ヒューズとキャロルは1970年に結婚する）。アーシャはヒューズがなかなか結婚に踏み切ってくれず、自分を「家政婦」扱いして2人の家庭を持つことに躊躇している様子を見て、ずっと傷ついていた。ヒューズはシューラが自分の娘だとおおやけの場で言うことがなかったと、ヒューズの友人の多くが証言する一方で、ヒューズの姉妹のオルウィン（Olwyn）によると、シューラが自分の子であることをヒューズは固く信じていたという。
ヒューズがアーシャに宛てた手紙の一部が残されており、現在、エモリ大学が所蔵する。ヒューズはアーシャに日常生活の細かいことに注文を付けており、家の中で寝転んではいけない、家の中でもきちんとした服を着ること、昼寝をしてはいけない、3人の子どもと最低でも1時間は遊ぶこと、子どもたちにドイツ語を教えること、週に1度の割合で今まで作ったことがない料理を作ることなどをルールとして課した、タイプ書きのメモが残されている。このメモは1967年にアーシャがデヴォンのコート・グリーンに娘とともに移ってきた頃に、ヒューズがアーシャに渡したものとみられる。
1969年3月23日、アーシャ・ウィーヴィルは、4歳の娘シューラを道連れにロンドンの自宅で一酸化炭素中毒自殺した。アーシャはキッチンの扉と窓に目張りをした上で、コップの水に睡眠薬を溶かしてシューラに与えた。自分もそれを飲み、ガス・ストーブの栓をひねった。2人の遺体はキッチンの床に敷いたマットレスの上に横たわった状態で発見された。

## レガシー

### 文学
- テッド・ヒューズが1970年に出版した詩集 Crow は、アーシャとシューラの思い出に捧げられた。
- 彼の詩 "Folktale" はアーシャとの関係について歌っている。

She wanted the silent heraldry
Of the purple beach by the noble wall.
He wanted Cabala the ghetto demon
With its polythene bag full of ashes.
- ヒューズはアーシャのために6作品ほどの詩を書いた。それらは1989年に出版した詩集 New Selected Poems の240編の詩の中のどこかに隠されている。
- ヒューズは "The Error" という作品で次のように書いた。

When her grave opened its ugly mouth
why didn't you just fly,
Why did you kneel down at the grave's edge
to be identified
accused and convicted?
- また、"The Descent" という作品では次のように書いた。

your own hands, stronger than your choked outcry,
Took your daughter from you. She was stripped from you,
The last raiment
Clinging round your neck, the sole remnant
Between you and the bed
In the underworld

### 映画
- シルヴィア・プラスの半生を描いた映画『シルヴィア』が制作され、プラスの没後40周年になる2003年に公開された。この映画においてアーシャ・ウィーヴィルの役はアミラ・カサールが演じた。